# Кобэм, Билли
Билли Кобэм (англ. Billy Cobham; 16 мая 1944, Панама) — американский джазовый барабанщик панамского происхождения, композитор и лидер биг-бэнда.
В трехлетнем возрасте семья Билли переехала в Нью-Йорк. В возрасте 8 лет дебютировал со своим отцом. Он начал играть в конце 60-х, в это время был особо популярен джаз-рок. Билли отучился в известной школе Drum & Bugle Corps, затем поступил в престижную Нью-Йоркскую школу High School of Musical Art. Там он изучал теорию музыки и технику игры на ударных. Билли обучался на семинарах знаменитых джазовых исполнителей Телониуса Монка и Стэна Гетца. Диплом получил в 1962 году. Кобэм служил в армии ударником военного оркестра, в 1968 г. участвовал в ансамбле пианиста Хораса Силвера, после чего стал работать в качестве сессионного музыканта.
Кобэм играл джаз-фьюжн, в котором смешаны элементы джаза, рок-н-ролла и фанка. Он выступал и записывался с Brecker Brothers (в частности, в основанной в 1970-х группе Dreams) и гитаристом Джоном Аберкромби. Билли Кобэм является одним из первых барабанщиков, который начал играть в открытой постановке (с использованием левой руки для ведения времени на хай-хэте). Он обычно играет с несколькими томами и двойным бас-барабаном и стал узнаваемым в 70-е годы из-за своей большой ударной установки.
Кобэм обрел известность в начале 70-х, став одним из основоположников движения фьюжн. После успешных концертов с Майлзом Дэвисом, Джоном МакЛафлином и Mahavishnu Orchestra Кобэм стал суперзвездой.
В начале нового века Билли Кобэм несколько раз выступал в Москве, играл в биг-бэнде Игоря Бутмана.
Также Билли занимается преподаванием: он пишет учебники, выступает с мастер-классами и т. п.
В декабре 2011 года Билли Кобэм начал преподавать школу игру на барабанах на персональном сайте.
В августе 2012 года Билли Кобэм посетил Казахстан. Его супруга является уроженкой Казахстана.

## Дискография
Здесь перечислены, в основном, лишь сольные альбомы Билли Кобэма, помимо которых существует также огромное количество его записей в проектах других выдающихся музыкантов.
1970-е годы:
- Billy Cobham — Spectrum
- Billy Cobham — Crosswinds[2]
- Billy Cobham — Total Eclipse
- Billy Cobham — Shabazz
- Billy Cobham — A Funky Thide Of Sings
- Billy Cobham — Life and Times
- Billy Cobham — Cobham/Duke Live
- Billy Cobham — Magic
- Billy Cobham — Inner Conflicts
- Billy Cobham — Simplicity of Expression - Depth of Thought
- Billy Cobham — B.C (very rare)

1980-е годы:
- Billy Cobham — Flight Time
- Billy Cobham — Stratus
- Billy Cobham — Observations & Reflections
- Billy Cobham — Smokin’
- Billy Cobham — Warning
- Billy Cobham — Power Play
- Billy Cobham — Picture This
- Billy Cobham — Incoming

1990-е годы:
- Billy Cobham — By Design
- Billy Cobham — The Traveler
- Billy Cobham — Nordic
- Billy Cobham — Nordic / Off Color
- Billy Cobham — Focused
- Billy Cobham — Mississippi Nights Live
- Billy Cobham — Ensemble New Hope Street
- Billy Cobham — North By NorthWest
- Billy Cobham — Paradox - Paradox
- Billy Cobham — Paradox - First/Second
- Billy Cobham — Best Of

2000-е годы:
- Billy Cobham — Art Of Three
- Billy Cobham — Billy Cobham Culture Mix
- Billy Cobham’s Culture Mix — Colours (2004)
- Billy Cobham — The Art Of Five
- Billy Cobham — Drum and Voice (2005)
- Billy Cobham — Drum'n'voice 2 (2006)
- Billy Cobham — The Art Of Four
- Billy Cobham — Fruit From The Loom (2007)
- Billy Cobham — Drum'n'voice 3 (2010)
- Billy Cobham — Palindrome (2010)
- Billy Cobham — Tales From The Skeleton Coast (2014)
- Billy Cobham — Spectrum 40 Live (2015)
- Billy Cobham — Drum & Voice - Vol.4 (2016)
- Billy Cobham & Frankfurt Radio Big Band — Broad Horizon (2016)